# Chiostro maiolicato

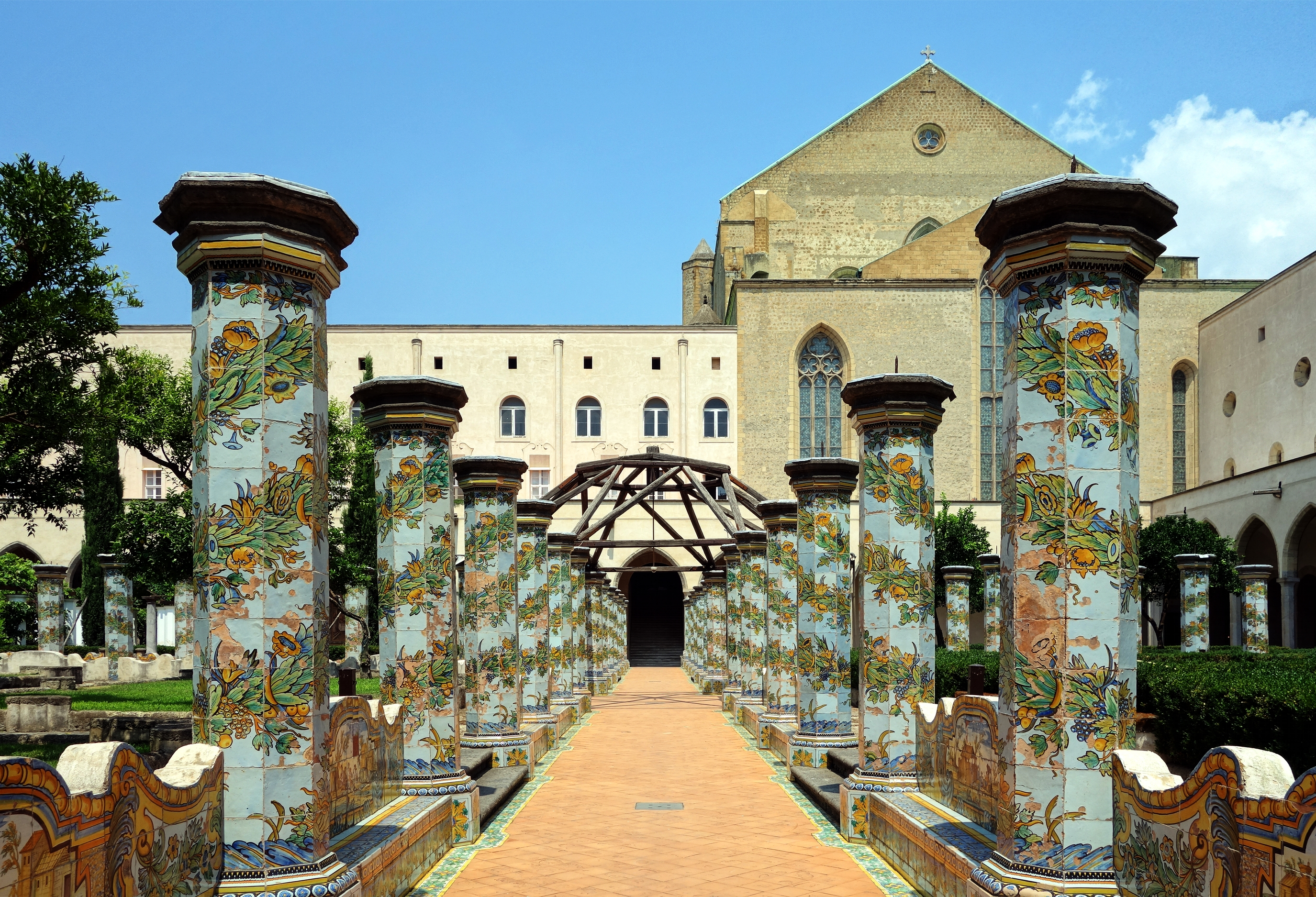
Vista del monastero e della basilica dal chiostro maiolicato

Il chiostro maiolicato o il chiostro delle Clarisse è uno dei quattro chiostri monumentali del monastero di Santa Chiara di Napoli, tra le architetture ed espressioni artistiche più celebri e note della città.

## Storia
Il chiostro è opera del 1739 e si deve all'estro creativo di Domenico Antonio Vaccaro.
In questo periodo si diede inizio ad un radicale cambiamento che riguardò tutto il complesso monastico voluto dalla dinastia angioina, con il quale si cancellò tutto il circondario originario composto da edifici religiosi nonché gli interni gotici, a favore di forme artistiche barocche.

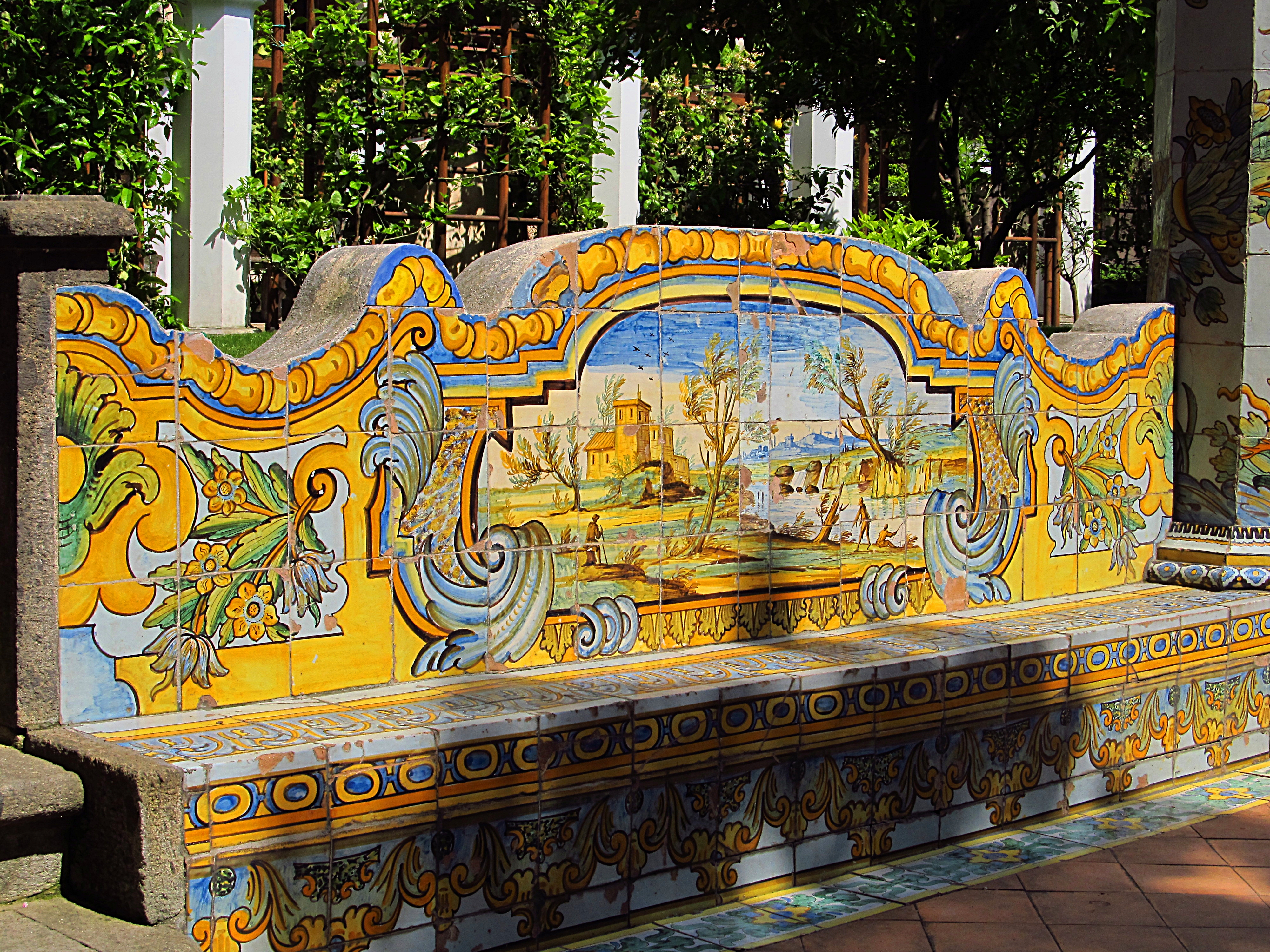
Una panca maiolicata

Il chiostro grande godendo di maggiori investimenti per le restaurazioni, fu completamente trasformato da Domenico Antonio Vaccaro che mantenne la struttura gotica ridisegnando solo il giardino rustico decorato da preziose "riggiole" maiolicate di Donato e Giuseppe Massa che riprendono paesaggi e scene bucoliche napoletane. L'opera di ammodernamento fu resa possibile anche attraverso le donazioni di famiglie aristocratiche e quindi grazie soprattutto all'intervento della badessa Ippolita di Carmignano, grazie alla quale, per sua volontà, fu creata una maggiore apertura verso l'esterno in modo tale che la nuova struttura rompesse l'austerità del vicino tempio gotico, rendendo dunque gli spazi più armoniosi e fondendo architettura e natura così da confondere gli ospiti. Durante questi interventi le fontane trecentesche, che un tempo abbellivano la chiesa, furono portate all'esterno e una di queste fu completamente circondata da un "mare maiolicato". Tuttavia, benché le suore disponessero di una ingente somma di denaro, per i lavori di ristrutturazione esse chiesero ulteriori aiuti anche alla regina Maria Amalia di Sassonia, moglie di Carlo III di Borbone.
Il bombardamento aereo del 1943 che distrusse buona parte dei locali della vicina basilica, non riuscì però a deturpare il chiostro delle Clarisse di Santa Chiara e quindi, restando quasi completamente immune all'esplosione, rimane assieme a due cappelle della basilica ed al suo pavimento di Ferdinando Fuga una delle testimonianze barocche del monastero.
Dopo la seconda guerra mondiale, a causa degli ingenti danni subiti dal monastero, molti documenti storici relativi al complesso religioso furono andati perduti, non potendo così fornire alcuna informazione circa gli affreschi trecenteschi prima e seicenteschi poi che caratterizzano le pareti del porticato.

## Descrizione

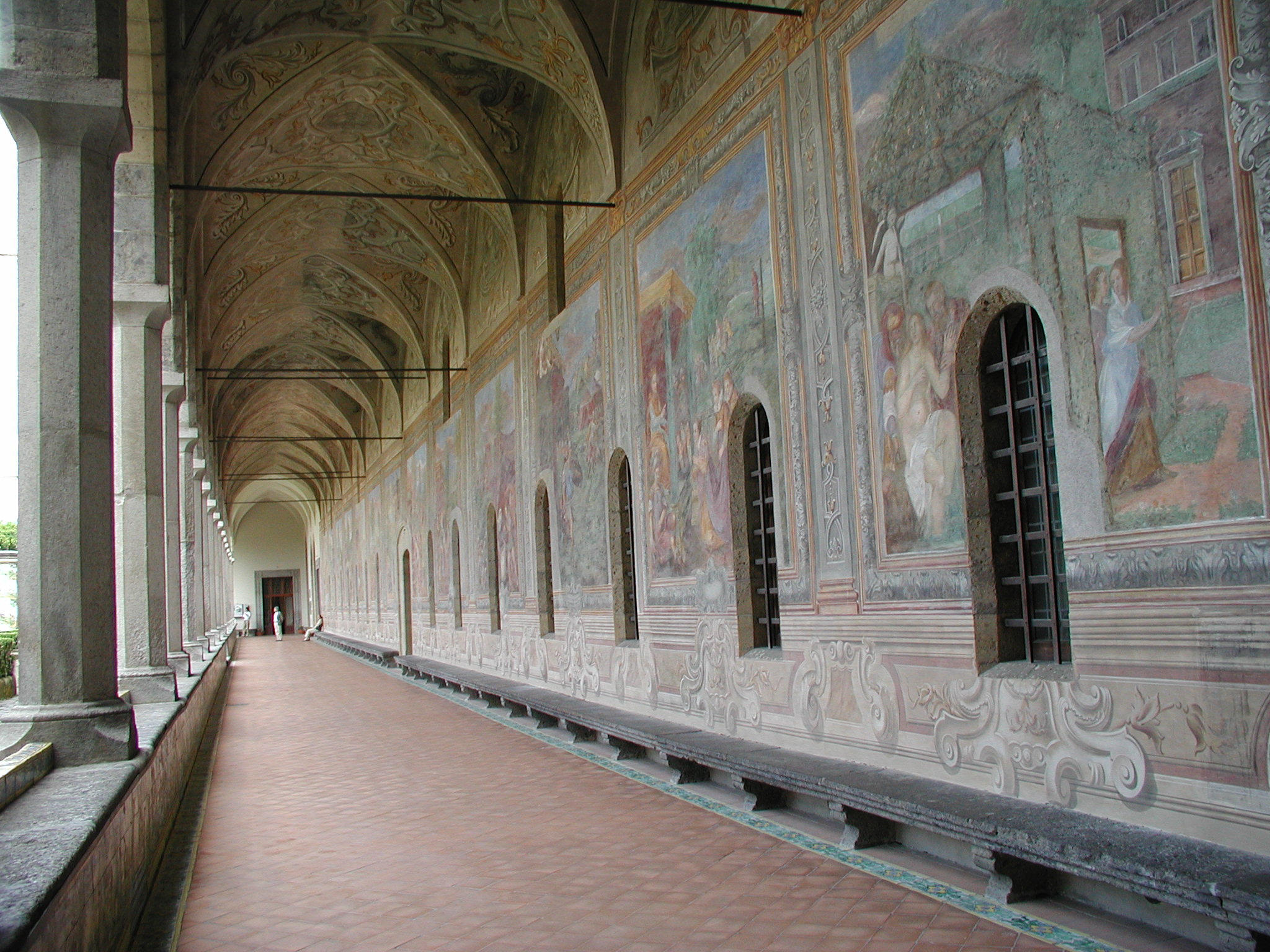
Affreschi lungo il porticato

Il chiostro (82,3 × 78,3 m) vede lungo il porticato 72 pilastri di varia grandezza e di forma ottagonale sormontati da archi a sesto acuto con volte a crociera, di cui 17 al lato nord e 16 lungo i restanti lati. Alle pareti sono presenti cicli di affreschi barocchi di ignoto autore su Storie francescane, mentre sul lato interno del porticato vi sono muretti decorati da riggiole con paesaggi. I pilastri del chiostro sorreggono un terrazzo caratterizzato dalle celle, mentre, al secondo piano un ulteriore terrazzo fungeva da "luogo di delizie", soprattutto perché si aveva una visuale della città e si scorgeva il mare.

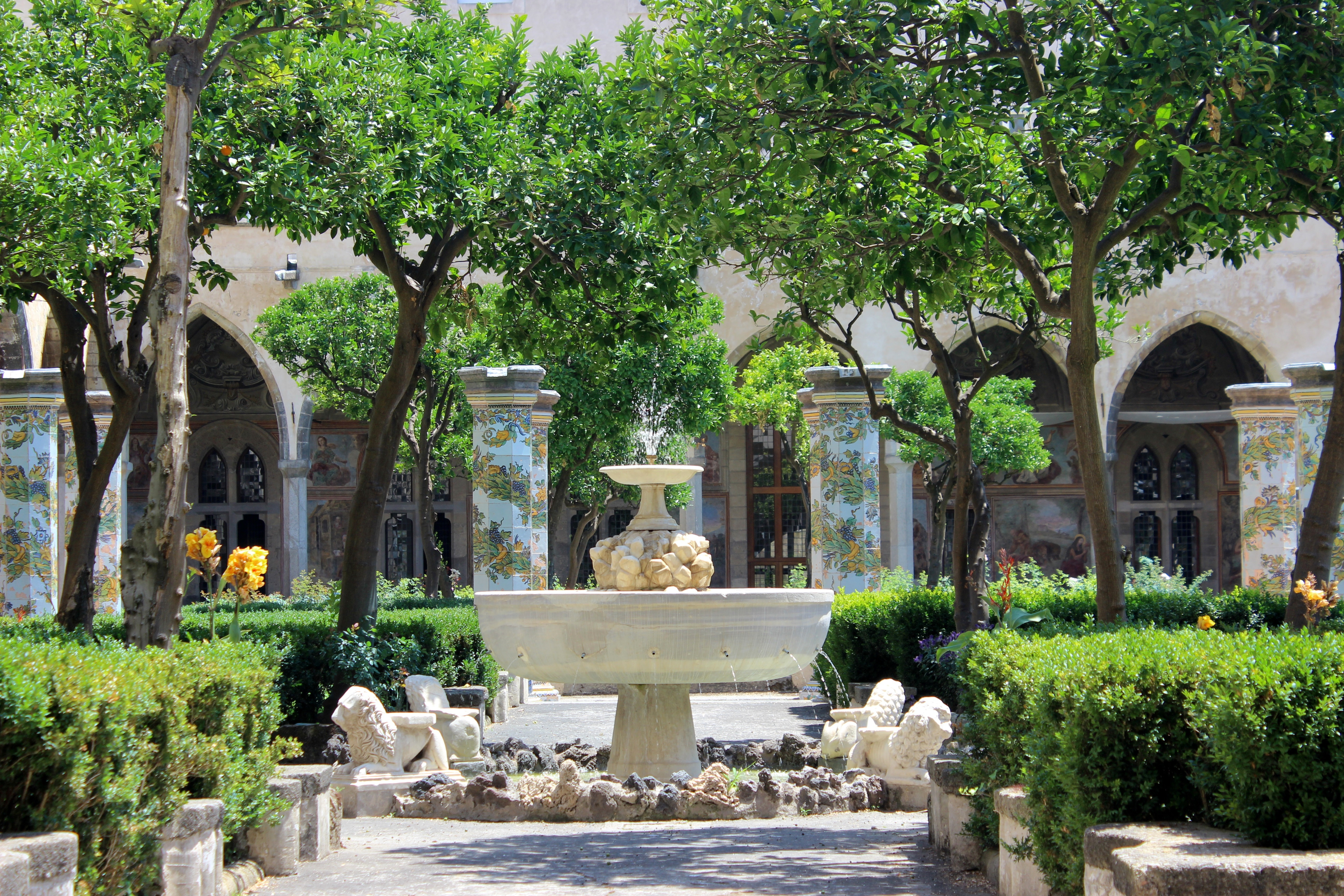
La fontana con i leoni

Il chiostro è attraversato da due viali in croce su un piano sollevato rispetto a quello dei portici, completando la grandiosa opera di trasformazione con 64 pilastri maiolicati con figure di fiori e frutta di forma ottagonale. I viali che dividono il giardino sono fiancheggiati da sedili e colonne rivestiti anch'essi da maioliche con Paesaggi, Scene campestri, Mascherate, Scene mitologiche ed infine, tra gli aspetti più interessanti del chiostro, con le scene di vita quotidiana della Napoli del Sei e Settecento che raccontano cosa succedeva all'esterno del complesso attraverso rappresentazioni della città e le sue allegorie che comunque rimandano ai quattro elementi: terra, aria, fuoco e acqua.
Tra le aiuole ci sono due fontane con fondo maiolicato, una delle quali è ornata da quattro sculture di leoni del XIV secolo.
Sul lato di servizio del chiostro, a nord, era disposto invece un cimitero, poi scomparso durante i rifacimenti settecenteschi, mentre da questo stesso lato è l'accesso alla scala Santa voluta negli ultimi anni del XVII secolo dalla badessa Teresa Gattola, tra le nobili personalità dell'aristocrazia napoletana attive verso il restauro del chiostro.